# NRK Super
NRK Super er en Norsk TV & radio kanal til børn, lavet af NRK. TV-kanalen er sendt på det digitale netværk, på den samme frekvens som NRK3 fra 7.00 til 19.00, og blev lanceret 1. december 2007. NRK Super radiokanalen er sendt på DAB radio og internettet, og blev først kaldt NRK Barn. Radiokanalen blev lanceret 16. oktober 2007.

## References
1. ↑  Thoresen, Hilde (2007-09-28). "NRK Programmer - Om NRK". Norsk rikskringkasting. Arkiveret fra originalen 3. januar 2008. Hentet 2007-12-01.

| Fjernsyn | Spire Denne artikel om en tv-kanal er en spire som bør udbygges. Du er velkommen til at hjælpe Wikipedia ved at udvide den. |